# Myszewko
Myszewko – wieś w Polsce położona w województwie pomorskim, w powiecie nowodworskim, w gminie Nowy Dwór Gdański na obszarze Wielkich Żuław Malborskich. Wieś jest siedzibą sołectwa Myszewko, w którego skład wchodzi również miejscowość Myszkowo.
Wieś komornictwa zewnętrznego Elbląga w XVII i XVIII wieku. W latach 1975–1998 miejscowość administracyjnie należała do województwa elbląskiego.

## Zabytki
Według rejestru zabytków NID na listę zabytków wpisany jest dom podcieniowy nr 4/4a (d. nr 1), szach., 1793, XX, nr rej.: A-241 z 28.09.1961